# Signál (Krkonoše)
Signál je neoficiální název hory v krkonošské Černohorské rozsoše, vedlejší vrchol Světlé, od níž je vzdálen asi 750 m severovýchodně. Nachází se 3,5 km severně od Janských Lázní a 4,5 km jihovýchodně od Pece pod Sněžkou.
Na Signálu roste řídký smrkový les, ve vrcholové části a na severních svazích místy paseky s malými smrčky, balvany a sutí. Ty poskytují pěkné výhledy, především severním směrem, mj. na Sněžku a okolí.
Alternativní používaný český název pro tento vrchol je "Hlaholka".

## Přístup
Nejjednodušší přístup je z neznačené Thámovy cesty, v zimě upravované jako lyžařská trasa, která vede od Thámových Bud, obchází celý masiv Světlé a pokračuje až pod Černou horu. Tato cesta prochází sedlem mezi Světlou a Signálem, vrchol se nachází necelých 100 metrů severně od této cesty.